# کنچو-جی
کنچو-جی (به ژاپنی: 建長寺 Kenchō-ji) یک معبد متعلق به فرقه رینزایذن در کاماکورا، کاناگاوا در استان کاناگاوا است.